# Existential Comics
Existential Comics è un fumetto online sulla filosofia creato da Corey Mohler, un ingegnere del software di Portland, Oregon.

## Storia
Lanciato nel dicembre 2013 nel tentativo di aiutare a rendere popolare la filosofia attraverso l'umorismo, il fumetto tende a raffigurare filosofi di diversa estrazione e spesso li fa interagire e discutere tra loro. Fornisce anche descrizioni testuali delle battute e dei concetti filosofici sottostanti per aiutare a informare esaustivamente i lettori. Nel maggio 2018 Mohler definì Elon Musk "il cattivo de La rivolta di Atlante". Musk gli ha risposto durante il lancio di SpaceX di un razzo Falcon 9. Mohler ha successivamente pubblicato un fumetto sulla vicenda.

## Filosofi

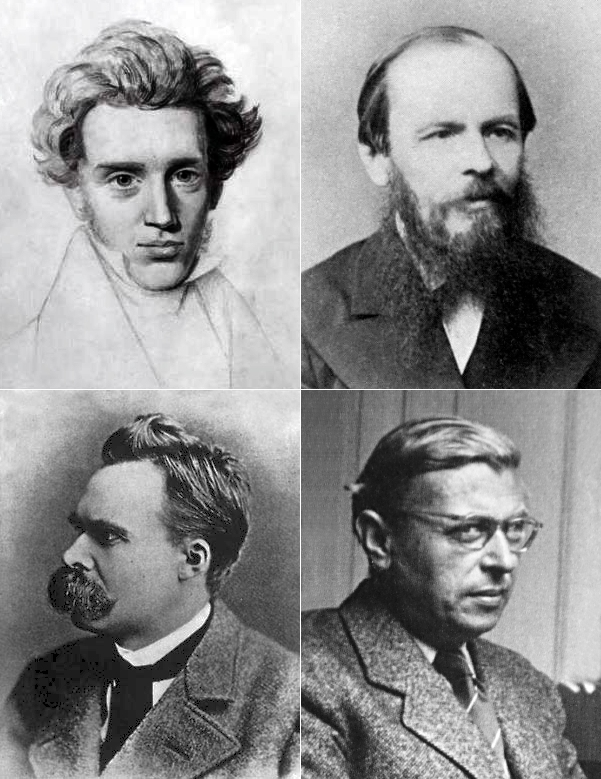
Come suggerisce il nome, gli esistenzialisti sono spesso presenti nel fumetto. I quattro qui, Søren Kierkegaard, Fyodor Dostoevsky, Friedrich Nietzsche e Jean-Paul Sartre, sono stati tutti presenti più volte.

Il fumetto ha coperto oltre 120 filosofi, esaminando un'ampia varietà di pensiero dalla filosofia presocratica alla filosofia contemporanea. Mohler ha descritto sia Sartre che Simone de Beauvoir come i suoi filosofi preferiti. Accanto all'esistenzialismo, Mohler ha anche scritto molto sullo stoicismo e sul comunismo.